# Stourton Caundle
Stourton Caundle est une paroisse civile et un village du Dorset, en Angleterre.